# Louis Blériot
Louis Blériot (Cambrai, 1º luglio 1872 – Parigi, 2 agosto 1936) è stato un pioniere dell'aviazione e ingegnere francese, primo trasvolatore del Canale de La Manica (25 luglio 1909).

## Biografia
Compì l'impresa a bordo di un monoplano Blériot XI di sua costruzione, dotato di motore tricilindrico radiale a W appositamente progettato e costruito da Alessandro Anzani, volando da Calais a Dover in 32 minuti, ad una quota di circa 100m slm. Vinse così il primo premio di mille sterline messo in palio dal quotidiano londinese Daily Mail.
Si racconta che i doganieri di Dover, essendo ovviamente sprovvisti di moduli attinenti all'arrivo di aeromobili, usarono quelli per i piroscafi: dal che risultò che quel giorno arrivò a Dover un piroscafo con un solo passeggero a bordo.
Blériot fu il primo a ripetere la traversata aerea de La Manica che era stata compiuta per la prima volta in pallone aerostatico il 7 gennaio 1785 dal pilota francese Jean-Pierre Blanchard e dal passeggero americano John Jeffries.
Dopo essersi laureato in ingegneria, Blériot era stato dapprima pioniere del volo planato (che doveva diventare la tecnica di pilotaggio degli attuali alianti), poi aveva cercato di perfezionare il biplano dei fratelli Wright ed infine aveva preferito la soluzione del monoplano.

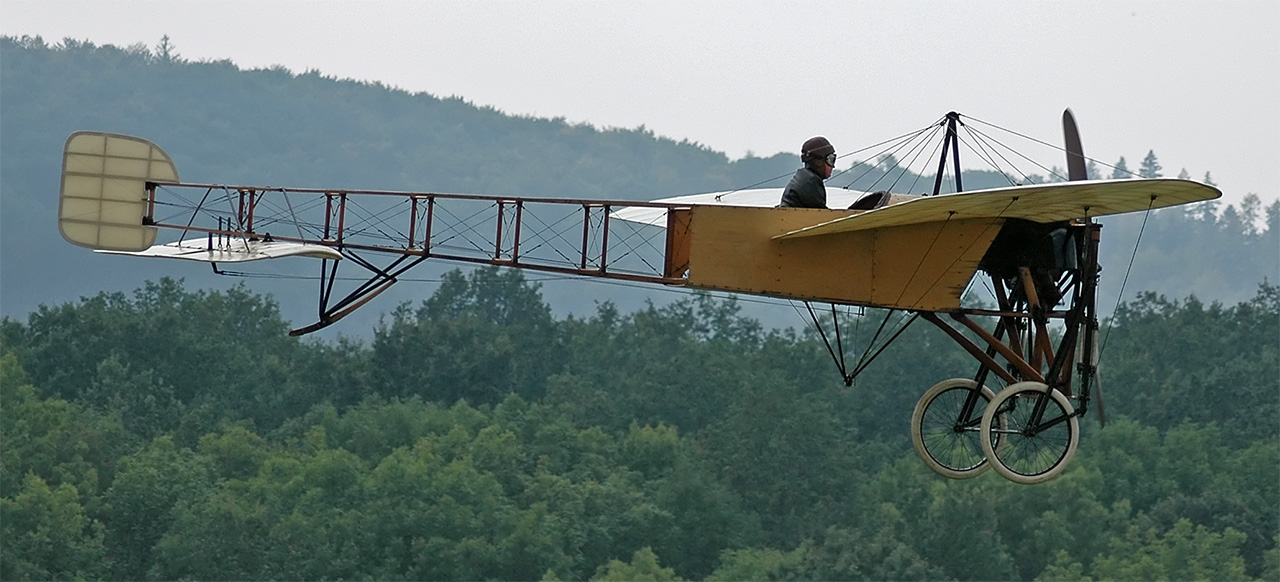
Un Blériot XI

Nel 1909 ottenne il primo brevetto di pilota d'aereo rilasciato in Francia e vinse il premio dell'Aéro-Club francese.
Dopo la trasvolata della Manica fondò un'azienda aeronautica per la costruzione di aeroplani in Inghilterra ed un'altra, la Blériot Aéronautique, in Francia, che diedero un grande contributo, prima e durante la prima guerra mondiale, allo sviluppo dell'aviazione francese ed inglese.
Nel 1929, celebrandosi il ventennio della sua impresa, Blériot sorvolò nuovamente La Manica con lo stesso apparecchio, ormai diventato un esemplare da museo.

## Curiosità

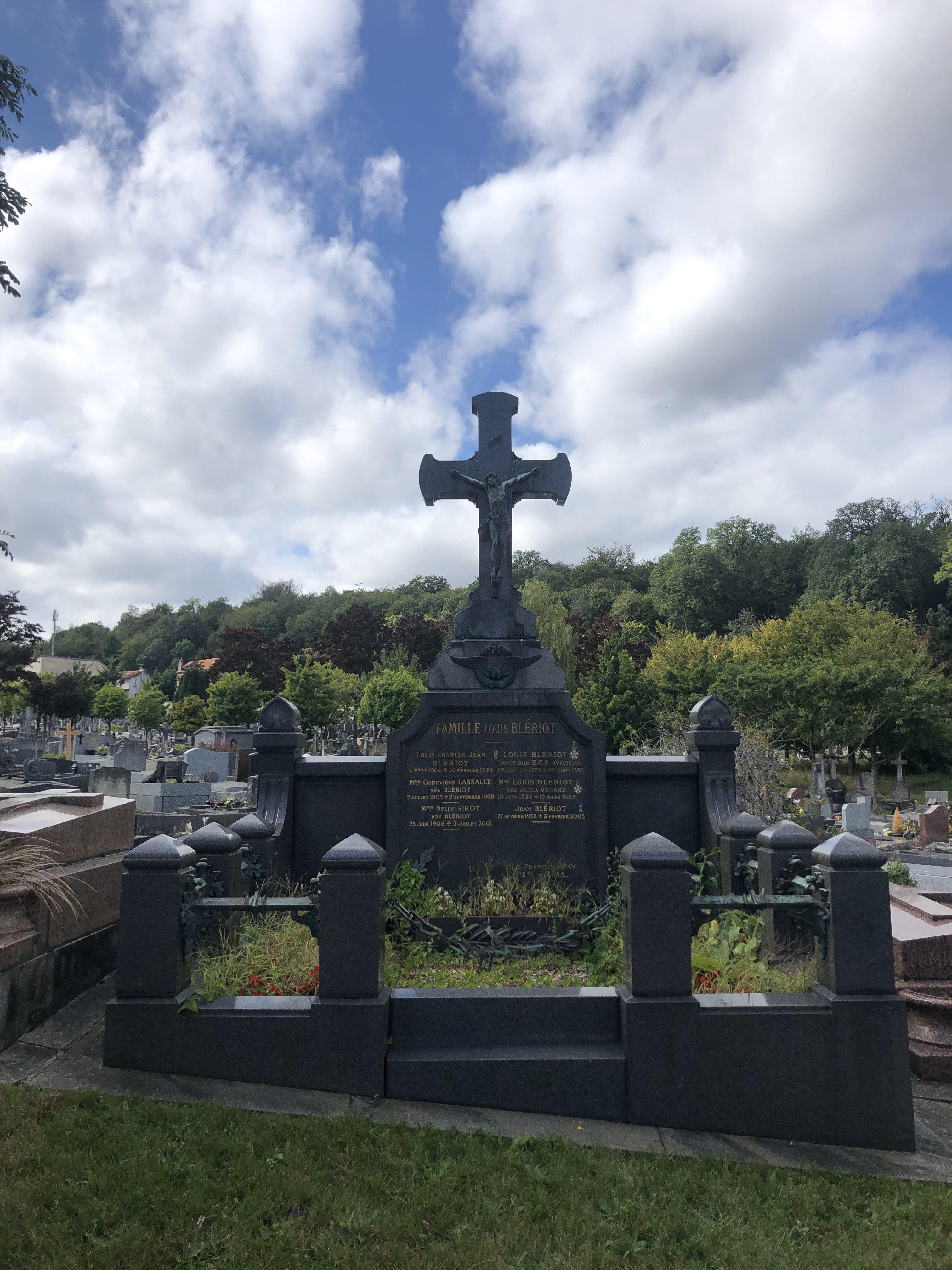
Tomba di Blériot.

- A Louis Blériot è intitolato l'asteroide 11248 Blériot.
- A Louis Blériot è intitolata un'onorificenza, la Medaglia Louis Blériot (Médaille Louis Blériot), conferita dalla Fédération Aéronautique Internationale (FAI).
- Giorgio Canali si è ispirato a Blériot per la canzone Nuvole e Blériot, contenuta nell'album Che fine ha fatto Lazlotòz.
- Il "non musicista" [[Brian Eno]], musicista, cantautore, produttore discografico e artista visivo inglese, tra i pionieri della musica ambient e all'elettronica, intitola una sua composizione musicale "Icarus or Blériot" all'aviatore francese nell'album FOREVERANDEVERNOMORE (2023).
- Intitolata a Louis Blériot è la rosa Aviateur Blériot
- Il pianista e compositore Giuseppe Sanalitro[4] ha omaggiato Louis Blériot con il concept album per piano solo Au-delà[5] (2021).